# Даклак
Дакла́к, ранее — Дарла́к (вьет. Đắk Lắk или Đắc Lắk) — провинция в южной части Вьетнама, расположенная на одноимённом плато. Административный центр — город провинциального подчинения Буонметхуот — находится в 1396 км от Ханоя и в 345 км от Хошимина.

## География
На севере граничит с провинцией Зялай, на юге — с Ламдонг, на востоке — с Кханьхоа и Фуйен, с запада — с Дакнонг и Камбоджей.

## Население

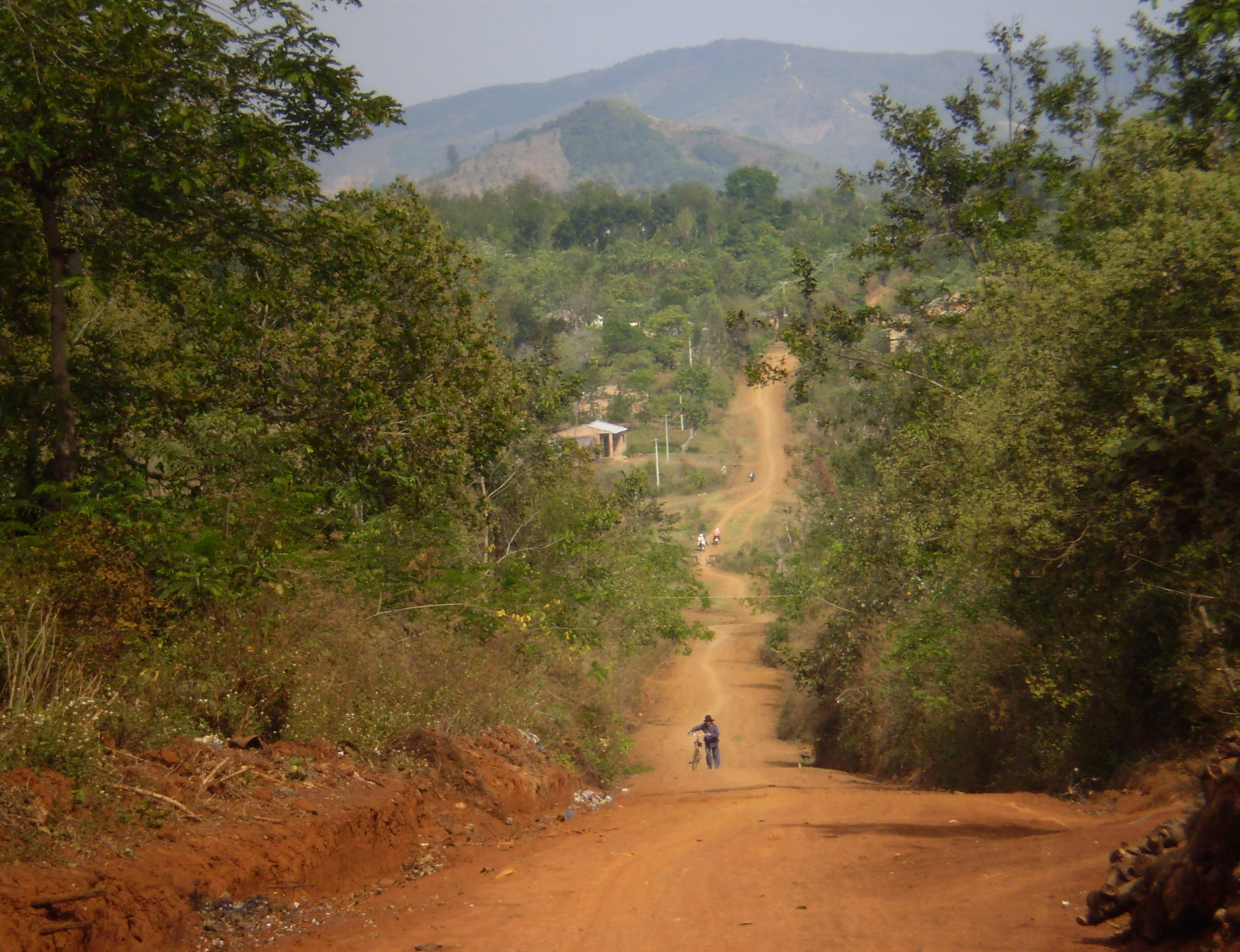
Пейзаж Даклака

В провинции помимо вьетов проживает много национальных меньшинств: тхо, эде и нунги.

## Административное деление
Провинция Даклак подразделяется на:
- город провинциального подчинения Буонметхуот (ранее — Метхуот),
- город Буонхо

и 13 уездов:
- Буондон (Buôn Đôn);
- Кыкуин (Cư Kuin);
- Кымгар (Cư M’gar);
- Эахлео (Ea H’leo);
- Эакар (Ea Kar);
- Эашуп (Ea Súp);
- Кронгана (Krông Ana);
- Кронгбонг (Krông Bông);
- Кронгбук (Krông Buk);
- Кронгнанг (Krông Năng);
- Кронгпак (Krông Pak);
- Лак (Lắk);
- Мдрак (M’Drăk).

## Экономика
Основа экономики — выращивание кофе, чая и фруктов. Аэропорт близ Буонметхуота. Провинция обладает потенциалом в плане строительства гидроэлектростанций.
Провинция Даклак является лидером по выращиванию кофе. Ежегодно экспортируется более 400 000 тонн, что составляет более 40 % от общего экспорта страны.
Одним из перспективных направлений развития экономики является экотуризм.

## Туризм
Провинция Даклак славится своими живописными видами природы. Есть несколько национальных парков.
Раз в два года в провинции Даклак проходит фестиваль слонов.